# Villeneuve-de-la-Raho
Villeneuve-de-la-Raho is een gemeente in het Franse departement Pyrénées-Orientales (regio Occitanie). De plaats maakt deel uit van het arrondissement Perpignan.Villeneuve-de-la-Raho telde op 1 januari 2022 4.416 inwoners.

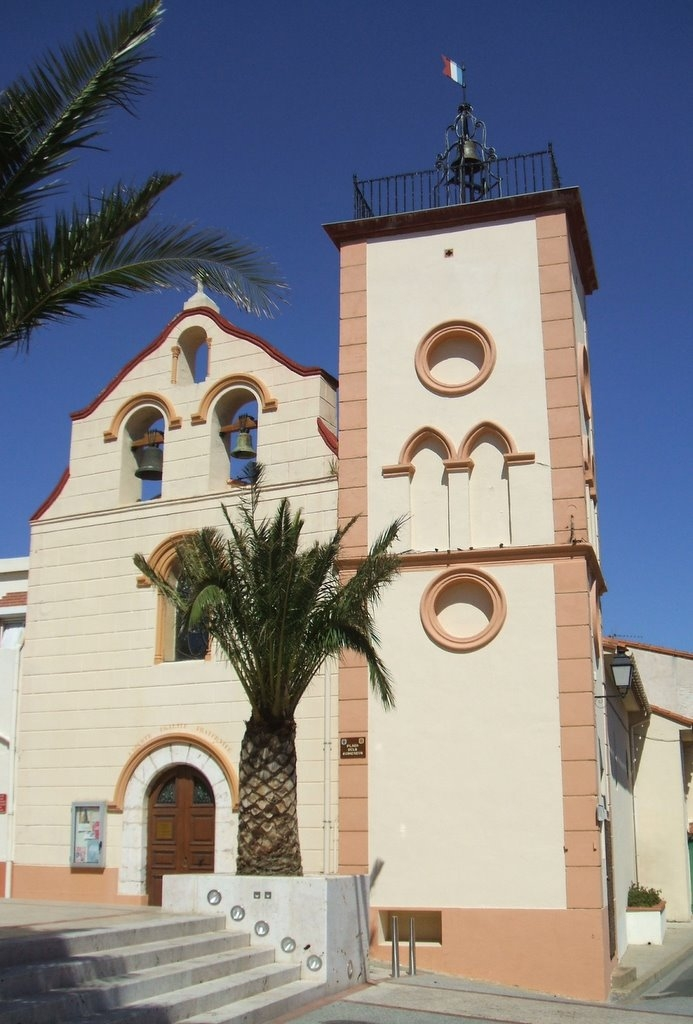
Kerk van St. Julien
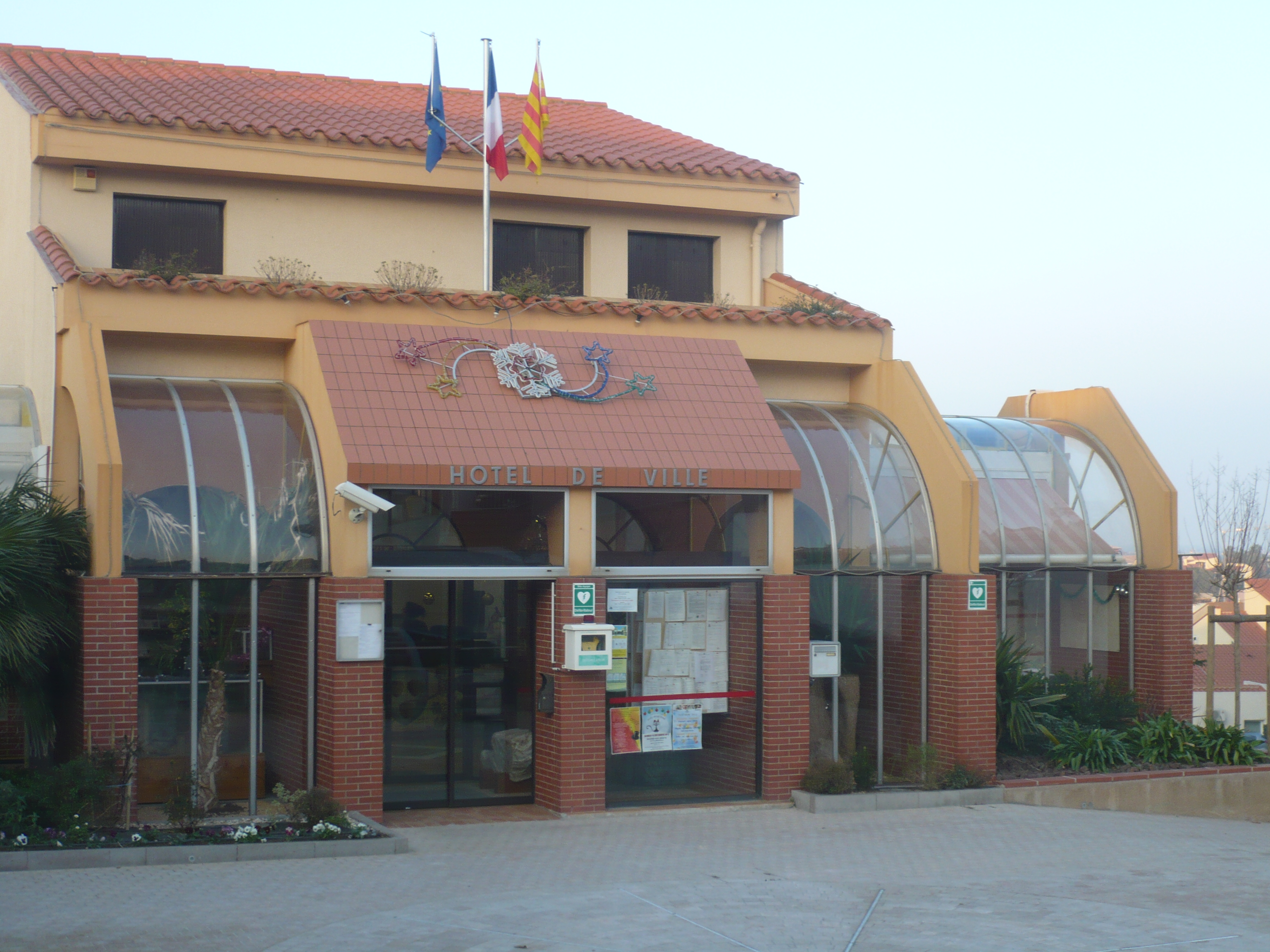
Gemeentehuis
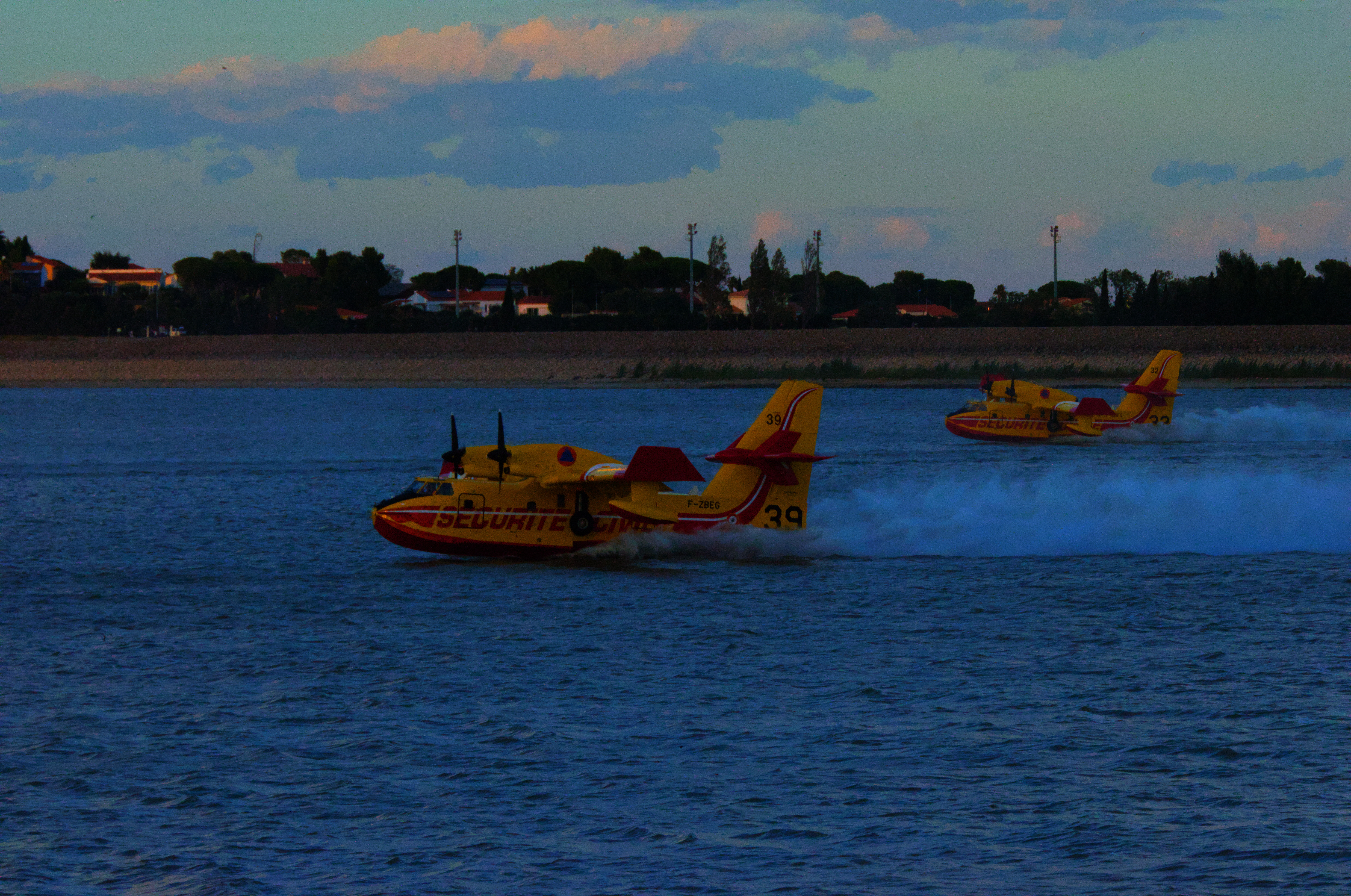
Blusvliegtuigen op het Lac de Villeneuve-de-la-Raho

## Geografie
De oppervlakte van Villeneuve-de-la-Raho bedroeg op 1 januari 2022 11,41 vierkante kilometer; de bevolkingsdichtheid was toen 387 inwoners per km².

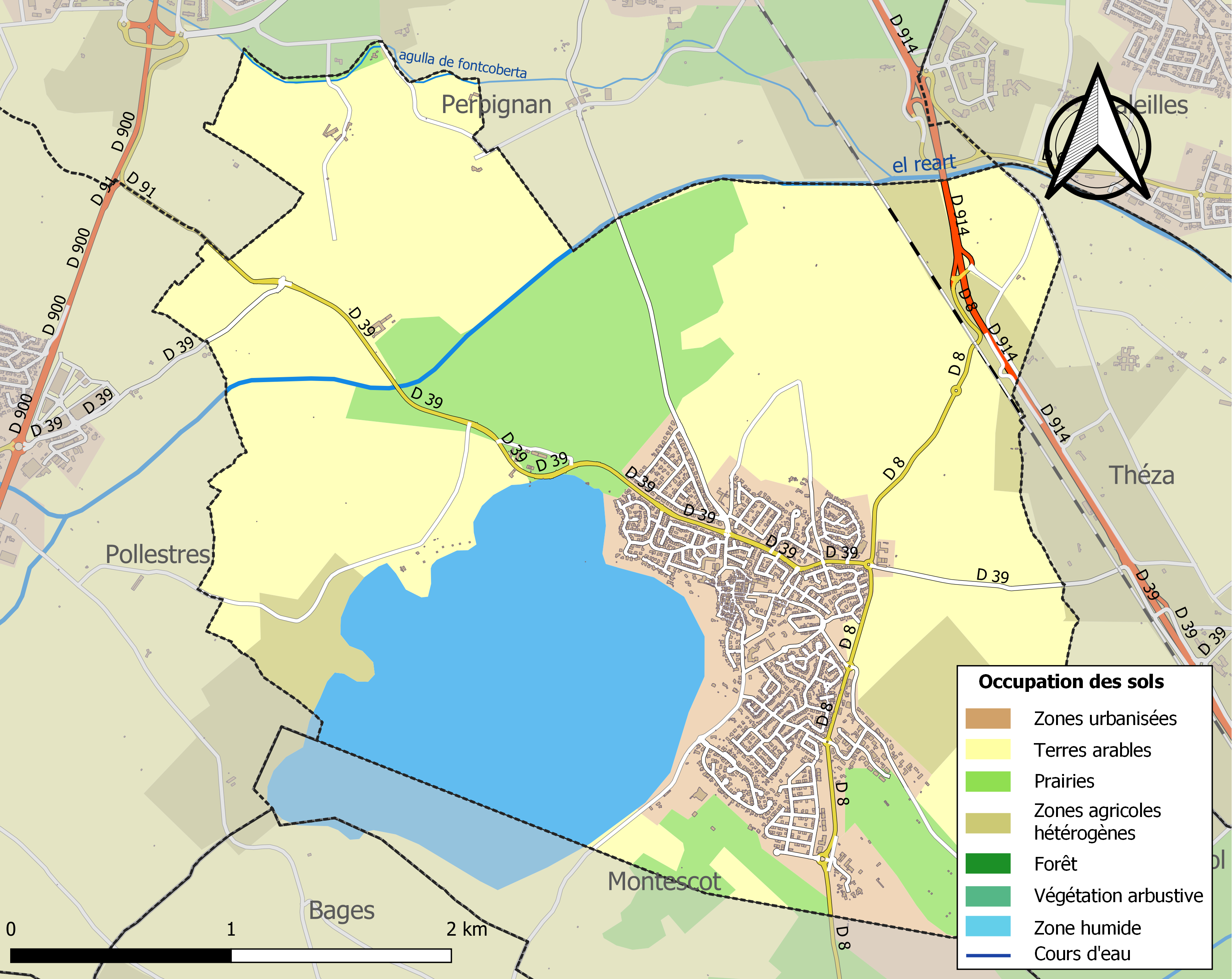
Kaart van de gemeente met de belangrijkste infrastructuur, bodemgebruik en omliggende gemeenten

## Demografie
Onderstaande figuur toont het verloop van het inwonertal (bron: INSEE-tellingen).